# Rekalzitranz
Rekalzitranz (biologische Persistenz, von lateinisch recalcitrans „widerspenstig“) ist die strukturchemische Stabilität von organischen Verbindungen. Verbindungen mit hoher Rekalzitranz sind allein auf Grund ihrer molekularen Struktur schwer abbaubar. Meist handelt es sich dabei um extrem komplexe Makromoleküle, wie Lignine oder Tannine.
Man unterscheidet:
1. Primäre Rekalzitranz: Primäre Rekalzitranz liegt vor, wenn es sich um Verbindungen handelt, die direkt aus Strukturzellen von Pflanzen stammen. Beispiele sind Lignine, Tannine, Wachse.
2. Sekundäre Rekalzitranz: Sekundäre Rekalzitranz liegt vor, wenn die Verbindungen aus organischem Material gebildet werden. Das können

- intrazelluläre mikrobielle Produkte, wie Chitin oder Melanine,
- extrazelluläre Neubildungen, wie Huminstoffe, oder
- „Black Carbon“-Verbindungen (Pyrogener Kohlenstoff) wie Holzkohle- oder Rußpartikel sein.

Im Gegensatz dazu bedeutet die Rekalzitranz von Samen die Eigenschaft, dass rekalzitrante oder recalcitrante Samen durch Trockenheit, Kälte oder nach Lagerung nicht mehr keimen.